# Temnora stevensoni
Temnora stevensoni är en fjärilsart som beskrevs av Clark 1926. Temnora stevensoni ingår i släktet Temnora och familjen svärmare. Inga underarter finns listade i Catalogue of Life.